# دي خلادة (جبلة)

تعديل مصدري - تعديل

دي خلادة محلة تابعة لقرية السهالة، التابعة لعزلة الاصابح بمديرية جبلة إحدى مديريات محافظة إب في الجمهورية اليمنية، بلغ تعداد سكانها 105 حسب تعداد اليمن لعام 2004.